# فالنتين باربيرو
فالنتين باربيرو (بالإسبانية: Valentin Barbero)‏ (13 يوليو 2000 في الأرجنتين - ) هو لاعب كرة قدم أرجنتيني في مركز الوسط.

## وصلات خارجية
- فالنتين باربيرو على موقع قاعدة بيانات كرة القدم.إي يو (الإنجليزية)
- فالنتين باربيرو على موقع Soccerway.com (الإنجليزية)